# Úszás a 2024. évi nyári olimpiai játékokon
A 2024. évi nyári olimpiai játékokon az úszásban 37 versenyszámban avattak olimpiai bajnokot. Ezek közül harmincöt versenyt uszodában bonyolítottak le, a hosszútávúszást pedig nyílt vízen. Az úszás versenyszámait július 27. és augusztus 9. között rendezték meg.

## Összesített éremtáblázat
(A táblázatokban Magyarország és a rendező ország sportolói eltérő háttérszínnel, az egyes számoszlopok legmagasabb értéke vagy értékei vastagítással kiemelve.)
| A 2024. évi nyári olimpiai játékok éremtáblázata úszásban | A 2024. évi nyári olimpiai játékok éremtáblázata úszásban | A 2024. évi nyári olimpiai játékok éremtáblázata úszásban | A 2024. évi nyári olimpiai játékok éremtáblázata úszásban | A 2024. évi nyári olimpiai játékok éremtáblázata úszásban | Olimpia  |
| --------------------------------------------------------- | --------------------------------------------------------- | --------------------------------------------------------- | --------------------------------------------------------- | --------------------------------------------------------- | -------- |
|                                                           | Ország                                                    | Arany                                                     | Ezüst                                                     | Bronz                                                     | Összesen |
| 1.                                                        | Egyesült Államok (USA)                                    | 8                                                         | 13                                                        | 7                                                         | 28       |
| 2.                                                        | Ausztrália (AUS)                                          | 7                                                         | 9                                                         | 3                                                         | 19       |
| 3.                                                        | Franciaország (FRA)                                       | 4                                                         | 1                                                         | 2                                                         | 7        |
| 4.                                                        | Kanada (CAN)                                              | 3                                                         | 2                                                         | 3                                                         | 8        |
| 5.                                                        | Magyarország (HUN)                                        | 3                                                         | 1                                                         | 1                                                         | 5        |
| 6.                                                        | Kína (CHN)                                                | 2                                                         | 3                                                         | 7                                                         | 12       |
| 7.                                                        | Olaszország (ITA)                                         | 2                                                         | 1                                                         | 3                                                         | 6        |
| 8.                                                        | Svédország (SWE)                                          | 2                                                         | 0                                                         | 0                                                         | 2        |
| 9.                                                        | Nagy-Britannia (GBR)                                      | 1                                                         | 4                                                         | 0                                                         | 5        |
| 10.                                                       | Németország (GER)                                         | 1                                                         | 1                                                         | 1                                                         | 3        |
| 11.                                                       | Dél-afrikai Köztársaság (RSA)                             | 1                                                         | 1                                                         | 0                                                         | 2        |
| 12.                                                       | Hollandia (NED)                                           | 1                                                         | 0                                                         | 2                                                         | 3        |
| 12.                                                       | Írország (IRL)                                            | 1                                                         | 0                                                         | 2                                                         | 3        |
| 14.                                                       | Románia (ROU)                                             | 1                                                         | 0                                                         | 1                                                         | 2        |
|                                                           |                                                           |                                                           |                                                           |                                                           |          |
| 15.                                                       | Görögország (GRE)                                         | 0                                                         | 1                                                         | 0                                                         | 1        |
| 15.                                                       | Japán (JPN)                                               | 0                                                         | 1                                                         | 0                                                         | 1        |
|                                                           |                                                           |                                                           |                                                           |                                                           |          |
| 17.                                                       | Hongkong (HKG)                                            | 0                                                         | 0                                                         | 2                                                         | 2        |
| 18.                                                       | Dél-Korea (KOR)                                           | 0                                                         | 0                                                         | 1                                                         | 1        |
| 18.                                                       | Svájc (SUI)                                               | 0                                                         | 0                                                         | 1                                                         | 1        |
|                                                           |                                                           |                                                           |                                                           |                                                           |          |
| Összesen                                                  | Összesen                                                  | 37                                                        | 38                                                        | 36                                                        | 111      |

## Férfi

### Érmesek
- WR – világrekord
- OR – olimpiai rekord
- WJ – ifjúsági világrekord
- AF – Afrika-rekord
- AM – Amerika-rekord
- AS – Ázsia-rekord
- ER – Európa-rekord
- OC – Óceánia-rekord
- NR – országos rekord

* - a versenyző az előfutamban vett részt, és kapott is érmet

## Női

### Érmesek
| A 2024. évi nyári olimpiai játékok érmesei női úszásban | |                    | |             | |             |
| Versenyszám                                             | Arany | Arany              | Ezüst | Ezüst       | Bronz | Bronz       |
| 50 m gyors                                              | Sarah Sjöström · Svédország (SWE) | 23,71              | Meg Harris · Ausztrália (AUS) | 23,97       | Csang Jü-fej (Zhang Yufei) · Kína (CHN) | 24,20       |
| 100 m gyors                                             | Sarah Sjöström · Svédország (SWE) | 52,16              | Torri Huske · Egyesült Államok (USA) | 52,29       | Siobhán Haughey · Hongkong (HKG) | 52,33       |
| 200 m gyors                                             | Mollie O'Callaghan · Ausztrália (AUS) | 1:53,27 OR         | Ariarne Titmus · Ausztrália (AUS) | 1:53,81     | Siobhán Haughey · Hongkong (HKG) | 1:54,55     |
| 400 m gyors                                             | Ariarne Titmus · Ausztrália (AUS) | 3:57,49            | Summer McIntosh · Kanada (CAN) | 3:59,37     | Katie Ledecky · Egyesült Államok (USA) | 4:00,86     |
| 800 m gyors                                             | Katie Ledecky · Egyesült Államok (USA) | 8:11,04            | Ariarne Titmus · Ausztrália (AUS) | 8:11,04 OC  | Paige Madden · Egyesült Államok (USA) | 8:13,00     |
| 1500 m gyors                                            | Katie Ledecky · Egyesült Államok (USA) | 15:30,02 OR        | Anasztaszija Kirpicsnyikova · Franciaország (FRA)                                                                                                  | 15:40,35 NR | Isabel Marie Gose · Németország (GER) | 15:41,16 NR |
| 100 m hát                                               | Kaylee McKeown · Ausztrália (AUS) | 57,33 OR =OC       | Regan Smith · Egyesült Államok (USA) | 57,66       | Katharine Berkoff · Egyesült Államok (USA) | 57,98       |
| 200 m hát                                               | Kaylee McKeown · Ausztrália (AUS) | 2:03,73 OR         | Regan Smith · Egyesült Államok (USA) | 2:04,26     | Kylie Masse · Kanada (CAN) | 2:05,57     |
| 100 m mell                                              | Tatjana Smith · Dél-afrikai Köztársaság (RSA)                                                                                                   | 1:05,28            | Tang Csien-ting (Tang Qianting) · Kína (CHN) | 1:05,54     | Mona McSharry · Írország (IRL) | 1:05,59     |
| 200 m mell                                              | Kate Douglass · Egyesült Államok (USA) | 2:19,24 AM         | Tatjana Smith · Dél-afrikai Köztársaság (RSA) | 2:19,60     | Tes Schouten · Hollandia (NED) | 2:21,05     |
| 100 m pillangó                                          | Torri Huske · Egyesült Államok (USA) | 55,59              | Gretchen Walsh · Egyesült Államok (USA) | 55,63       | Csang Jü-fej (Zhang Yufei) · Kína (CHN) | 56,21       |
| 200 m pillangó                                          | Summer McIntosh · Kanada (CAN) | 2:03,03 OR, WJ, AM | Regan Smith · Egyesült Államok (USA) | 2:03,84 NR  | Csang Jü-fej (Zhang Yufei) · Kína (CHN) | 2:05,09     |
| 200 m vegyes                                            | Summer McIntosh · Kanada (CAN) | 2:06,56 OR, WJ, NR | Kate Douglass · Egyesült Államok (USA) | 2:06,92     | Kaylee McKeown · Ausztrália (AUS) | 2:08,08     |
| 400 m vegyes                                            | Summer McIntosh · Kanada (CAN) | 4:27,71            | Katie Grimes · Egyesült Államok (USA) | 4:33,40     | Emma Weyant · Egyesült Államok (USA) | 4:34,93     |
| 4 × 100 m gyors                                         | Ausztrália · Mollie O'Callaghan · Shayna Jack · Emma McKeon · Meg Harris · Olivia Wunsch* · Bronte Campbell*                                    | 3:28,92 OR         | Egyesült Államok · Kate Douglass · Gretchen Walsh · Torri Huske · Simone Manuel · Abbey Weitzeil* · Erika Connolly*                                | 3:30,20 AM  | Kína · Jang Csün-hszüan (Yang Junxuan) · Cseng Jü-csie (Cheng Yujie) · Csang Jü-fej (Zhang Yufei) · Vu Csing-feng (Wu Qingfeng) · Jü Ji-ting (Yu Yiting)*                                                                 | 3:30,30 AS  |
| 4 × 200 m gyors                                         | Ausztrália · Mollie O'Callaghan · Lani Pallister · Brianna Throssell · Ariarne Titmus · Jamie Perkins* · Shayna Jack*                           | 7:38,08 OR         | Egyesült Államok · Claire Weinstein · Paige Madden · Katie Ledecky · Erin Gemmell · Anna Peplowski* · Simone Manuel* · Alex Shackell*              | 7:40,86     | Kína · Jang Csün-hszüan (Yang Junxuan) · Li Ping-csie (Li Bingjie) · Ko Csu-tung (Ge Chutong) · Liu Ja-hszin (Liu Yaxin) · Tang Mu-han (Tang Muhan)* · Kung Ja-csi (Kong Yaqi)*                                           | 7:42,34     |
| 4 × 100 m vegyes                                        | Egyesült Államok · Regan Smith · Lilly King · Gretchen Walsh · Torri Huske · Katharine Berkoff* · Emma Weber* · Alex Shackell* · Kate Douglass* | 3:49,63 WR         | Ausztrália · Kaylee McKeown · Jenna Strauch · Emma McKeon · Mollie O'Callaghan · Iona Anderson* · Ella Ramsay* · Alexandria Perkins* · Meg Harris* | 3:53,11     | Kína · Van Lö-tien (Wan Letian) · Tang Csien-ting (Tang Qianting) · Csang Jü-fej (Zhang Yufei) · Jang Csün-hszüan (Yang Junxuan) · Vang Hszüe-özs (Wang Xue'er)* · Jü Ji-ting (Yu Yiting)* · Vu Csing-feng (Wu Qingfeng)* | 3:53,23     |
| 10 km nyílt vízi                                        | Sharon van Rouwendaal · Hollandia (NED) | 2:03:34,2          | Moesha Johnson · Ausztrália (AUS) | 2:03:39,7   | Ginevra Taddeucci · Olaszország (ITA) | 2:03:42,8   |

* - a versenyző az előfutamban vett részt

## Vegyes

### Érmesek
* - a versenyző az előfutamban vett részt